# Такая она, игра
 «Такая она, игра»  — советский художественный фильм 1976 года, снятый на Киностудии имени Довженко.

## История создания
Прототипом главного героя Николая Бушуева был главный тренер киевского «Динамо» Валерий Лобановский. Успехи клуба и Лобановского восхищали очень многих в Украине в середине 1970-х годов. Идея фильма принадлежала первому секретарю Центрального комитета Коммунистической партии Украины Владимиру Щербицкому. Режиссёров Владимира Попкова и Николая Малецкого пригласил председатель Госкино УССР  Василий Большак и предложил снять фильм. Чиновники Госкино УССР и лично Василий Большак обсуждали сценарий фильма, кандидатуры актёров фильма, а также сходство актёров с прототипами и сценария с реалиями футбола и отношений Лобановского с прототипами героев.

## Сюжет
Конфликт между тренером футбольной команды, и лучшими игроками — Бушуевым и Миленковым — привёл к тому, что футболисты ушли из команды. Миленков вернулся в НИИ, а Бушуев уехал в провинциальный городок, стал тренером и, положив в основу тренировок научный подход к игре, в короткий срок добился больших успехов.

## В ролях
- Степан Олексенко — Николай Бушуев
- Вячеслав Жолобов — Вячеслав Миленков
- Георгий Жжёнов — Басов Виктор Трофимович, тренер — «диктатор»
- Николай Гринько — Лавров Валерий Никитович, директор футбольного клуба высшей лиги
- Александр Пашутин — доктор Сеня, с прогрессивными методами работы
- Юрий Критенко — Леопольд Григорьевич, администратор «Искры»
- Борис Щербаков — Женя Синицын
- Александр Мартынов — Федор Комлев
- Александр Денисов — Иван Беспалов
- Антонина Лефтий — Ольга
- Регина Разума — Инга
- Гришокина Валентина — Елена, жена Миленкова
- Михаил Езепов — Виталий Бойницкий
- Сергей Подгорный — Гена Орлов
- Василий Ермаков — Мельников
- Владимир Абазопуло — Савченко
- Борис Кудрявцев — Савищев
- Роман Ткачук — председатель облспорткомитета
- Николай Рушковский — Игорь Нестерович, директор авиазавода
- Леонид Марченко — Рыжий

## Съемочная группа
- Режиссеры-постановщики — Николай Малецкий, Владимир Попков
- Сценаристы — Вячеслав Винник, Станислав Токарев
- Оператор-постановщик Николай Журавлев
- Художник-постановщик — Михаил Раковский
- Автор песен и исполнитель — Юрий Визбор[2]

## Награды
- Бронзовая медаль Всесоюзного фестиваля спортивных фильмов, Ленинград, 1979.[4]
- Серебряная медаль Всесоюзного фестиваля спортивных фильмов, Ленинград, 1977.[5]